# Liste der Monuments historiques in Raillencourt-Sainte-Olle
Die Liste der Monuments historiques in Raillencourt-Sainte-Olle führt die Monuments historiques in der französischen Gemeinde Raillencourt-Sainte-Olle auf.

## Liste der Objekte
| Bezeichnung                      | Beschreibung                                                     | Standort                            | Kennzeichnung | Schutzstatus | Datum | Bild |
| -------------------------------- | ---------------------------------------------------------------- | ----------------------------------- | ------------- | ------------ | ----- | ---- |
| Skulptur einer heiligen Äbtissin | Alabaster, 16. Jahrhundert, polychrom gefasst im 20. Jahrhundert | in der Kirche Notre-Dame de Lourdes | PM59001764    | Classé       | 2000  |      |
| Sieben Bleiglasfenster           | 1926, Atelier Lorin                                              | in der Kirche Notre-Dame de Lourdes | PM59006778    | Inscrit      | 1999  |      |